# Église Saint-Yves-des-Bretons
L’église Saint-Yves-des-Bretons de Rome (en italien : Sant'Ivo dei Bretoni), église nationale des Bretons à Rome depuis le XVe siècle, est l'une des cinq églises françaises de Rome. Elle est située au numéro 8 du vicolo della Campana. Cette ruelle part sur la gauche de la via della Scrofa en la remontant depuis l'église Saint-Louis-des-Français dont elle est peu distante. 
Une messe est célébrée dans l'église les dimanches, lundis et jeudis à 18 h 30 et les mardis et mercredis à 12 h 45 (hors vacances universitaires).

## Histoire

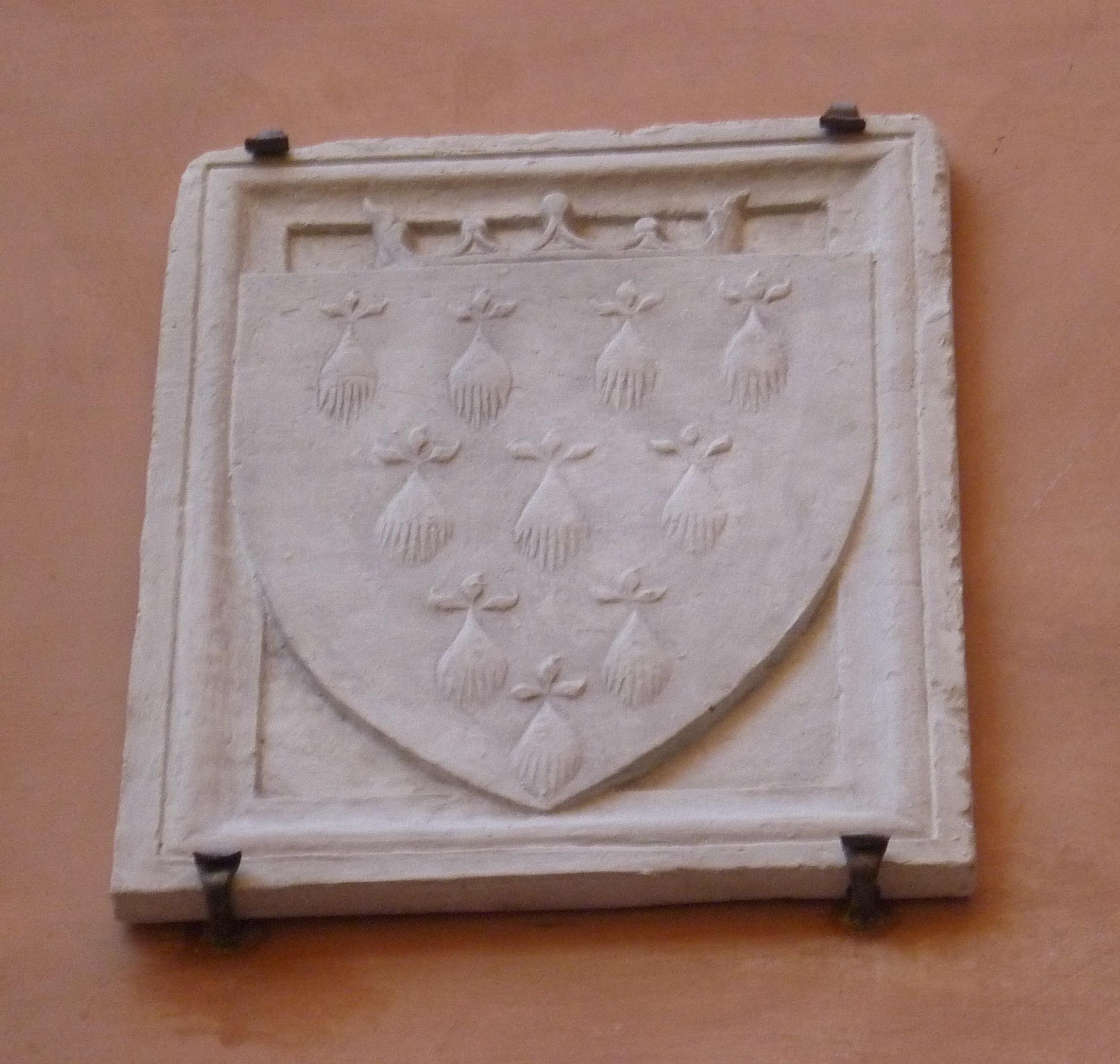
Blason de Bretagne sur la maison attenante à l'église Saint-Yves-des-Bretons.

C'est au début du XVe siècle que le cardinal Alain de Coëtivy, originaire du Léon en Bretagne, obtint du pape Nicolas V la concession d'une église à Rome, Saint-André de Mortariis datant des VIIIe et IXe siècles, pour en faire une église nationale des Bretons formant paroisse, comme il en existait bien d'autres à Rome. Par la bulle Rationi congruit datée du 20 avril 1455, le pape Calixte III (Borgia) confirma cette attribution.
Le 8 avril 1513, à la recommandation d'Anne de Bretagne, duchesse de Bretagne devenue reine de France, et du cardinal Robert Guibé (qui fut évêque du diocèse de Saint-Brieuc entre 1483-1502, du diocèse de Rennes entre 1502-1507 et du diocèse de Nantes entre 1507-1511), le pape Léon X érigea canoniquement la confrérie de Saint-Yves-des-Bretons par la bulle Si populus Israeliticus. La confrérie, bénéficiant des ressources d'un patrimoine immobilier localisé principalement à proximité de Saint-Yves, était chargée non seulement de l'église mais aussi d'un hôpital. En effet en 1420, les Bretons étaient déjà en possession d'un hôpital dans lequel ils faisaient soigner les pauvres et les pèlerins de leur nation. Cet hôpital a eu plusieurs localisations successives depuis sa création. En 1553, il a ainsi été transféré dans le palatium situé en face de l’église Saint-Yves.
La confrérie de Saint-Yves-des-Bretons continua de prospérer et eut son existence à part durant plusieurs décennies après l'ajout de la Bretagne au domaine de France. Par la suite, le nombre des confrères diminuant et ne se renouvelant pas, Saint-Yves-des-Bretons fut réuni à Saint-Louis-des-Français, à la demande du roi Henri III et sur décision du pape Grégoire XIII en 1582 (bulle Pias principum cogitationes du 12 décembre 1582). L'hôpital Saint-Yves fut supprimé et les pèlerins bretons accueillis à celui de Saint-Louis. La paroisse Saint-Yves continua d'exister jusqu'en 1824, date à laquelle Léon XII réorganisa la circonscription des paroisses. Le titulaire de Saint-Yves était nommé par la congrégation française et approuvé par le cardinal-vicaire.
L'église mal entretenue et ayant subi de nombreuses crues du Tibre était dans un état lamentable au milieu du XIXe siècle. Elle fut détruite en 1875 malgré les protestations d'archéologues et de journalistes opposés à cette démolition et une église plus petite fut reconstruite au même emplacement.

## L'ancienne église

### Saint Andréde Mortariis

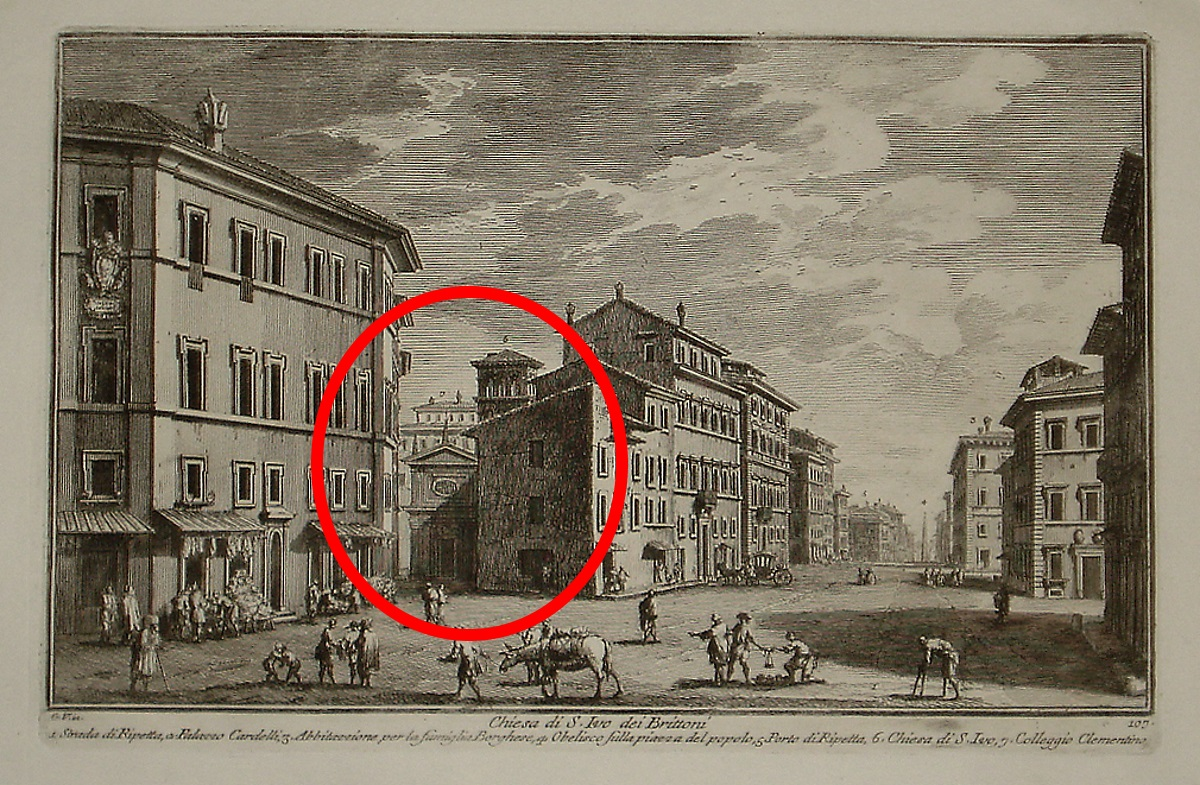
L'ancienne église Saint-Yves-des-Bretons sur une gravure de Giuseppe Vasi.

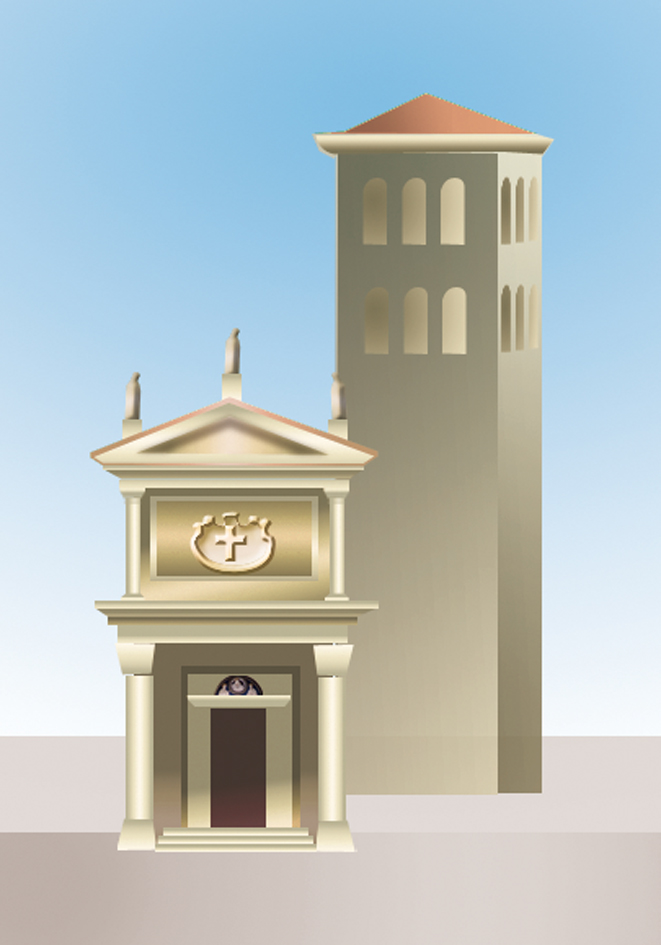
Reconstitution graphique sommaire de la façade de l'ancienne église Saint-Yves-des-Bretons (Sant Ivo dei Brittoni) d'après la gravure de Giuseppe Vasi.

L'église Saint-Yves-des-Bretons fut fondée par concession d'une église nommée précédemment Saint-André de Mortariis, datant des VIIIe et IXe siècles.
Une bulle de Célestin III datant du 7 mai 1194 place l'église Saint-André de Mortariis sous la juridiction spirituelle du cardinal de San Lorenzo in Lucina et sous la direction temporelle des religieuses du monastère de Santa Maria in Campo Marzo. Cette bulle en confirme une autre, antérieure, remontant au temps du pontificat d'Innocent II (1130-1143).
Elle est également mentionnée au siècle suivant dans un catalogue des églises romaines du temps de Grégoire X (pape de 1271 à 1276) et dans une bulle d'Innocent IV du 3 août 1290, époque à laquelle vivait saint Yves (1253-1303).
Au XIVe siècle, elle est citée dans le catalogue anonyme de Turin sous le nom de Saint-André de Marmorariis. Barthélémy-Amédée Pocquet du Haut-Jussé avance l'hypothèse que fabricants de mortiers et marbriers étaient probablement réunis dans une seule et même confrérie, les mortiers se faisant en marbre. Romane, peut-être à l'image de Santa Maria in Cosmedin si l'on se reporte à une gravure de Giuseppe Vasi (1710-1782) où l'on aperçoit le clocher de l'église dans la partie centre gauche, elle était formée d'une nef à deux collatéraux et abside, à six travées, avec des colonnes antiques et un pavé ancien ad opus alexandrinum.

### Ancienne église Saint-Yves-des-Bretons

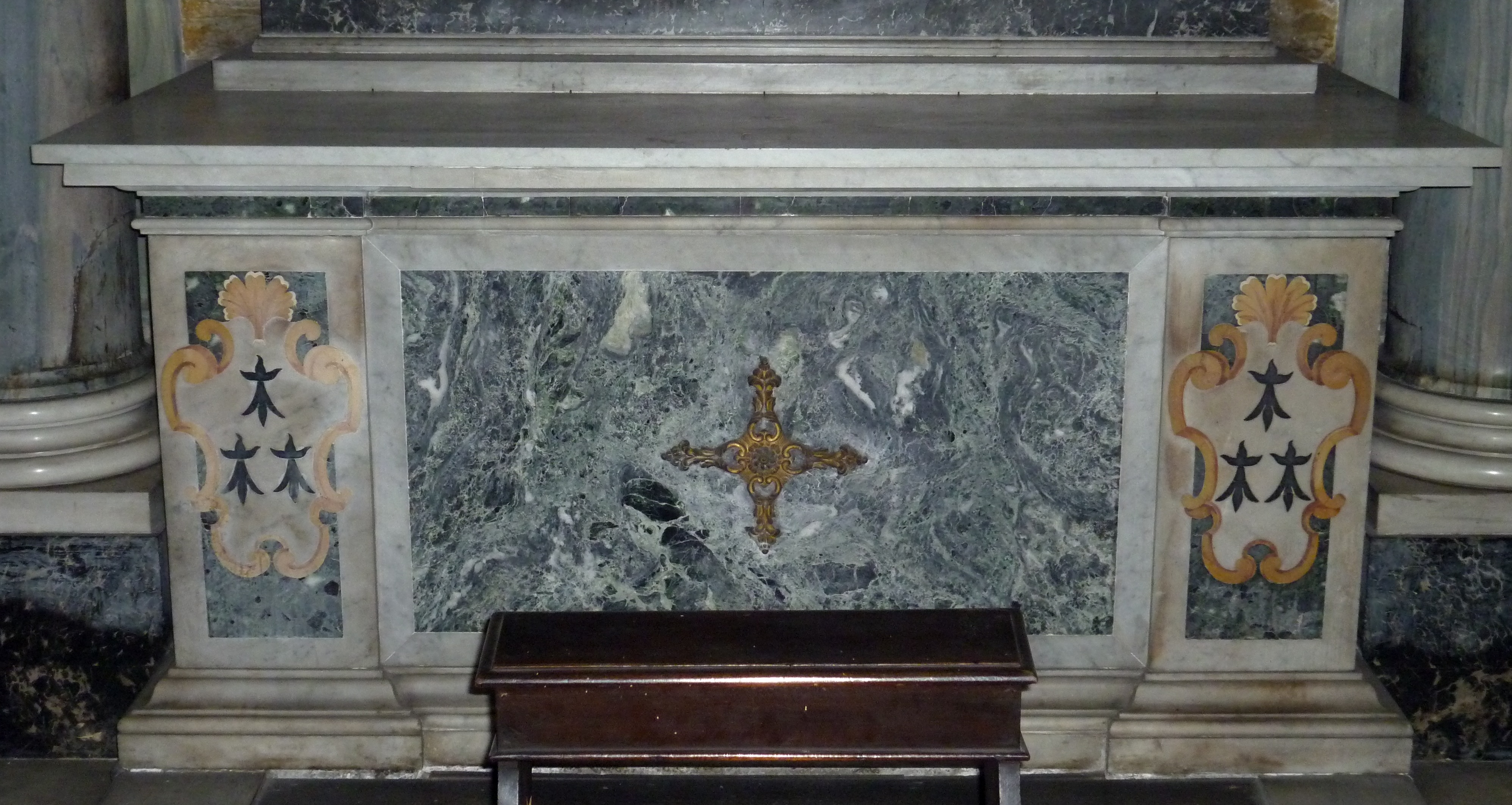
Autel de l'ancienne église Saint-Yves-des-Bretons, actuellement à St-Louis-des-Français.

C'est donc cette église Saint André de Mortariis qui fut attribuée à la colonie bretonne vivant à Rome et placée sous le vocable de saint Yves. De cette ancienne église sont conservés un certain nombre de vestiges. Certains ont trouvé leur place dans la nouvelle église, la plupart se trouvent à Saint-Louis-des-Français.
Dès sa création l'église est devenue un important lieu d'inhumation. Saint-Louis-des-Français conserve des plaques funéraires provenant de l'ancienne église Saint-Yves-des-Bretons. Parmi ces pierres tombales celles de :
- Jacques de Pentcoëdic, évêque nommé de Saint-Brieuc, 1462
- Jean Conan, de Rieux, licencié en droit, procureur des causes, 1462
- Étienne Bronsaud, de Moutiers, diocèse de Nantes, 1468
- Jean Channe, diocèse de Rennes, 1500
- Pierre Amecti, chanoine de Rennes, son frère et son neveu, 1510
- Jacques Évain, recteur de Saint-Congard, diocèse de Vannes, 1529
- Pierre Mahéo, chanoine de Vannes, 1576
- André Iachovski, Polonais, 1610
- Jean Martin Lucarello, 1606
- Giovanni Maria Lepori, 1693
- Pierre Ragot, chapelain de Saint-Yves, diocèse de Nantes, 1714[7].

À l'époque de sa destruction, un historien, Jules de Laurière nous en fournit une description dans une note éditée en mars 1879, republiée en 1888, enrichie d'une autre contribution concernant Saint-Yves-des-Bretons pour le Congrès d'archéologie de France en 1886 se tenant à Nantes.

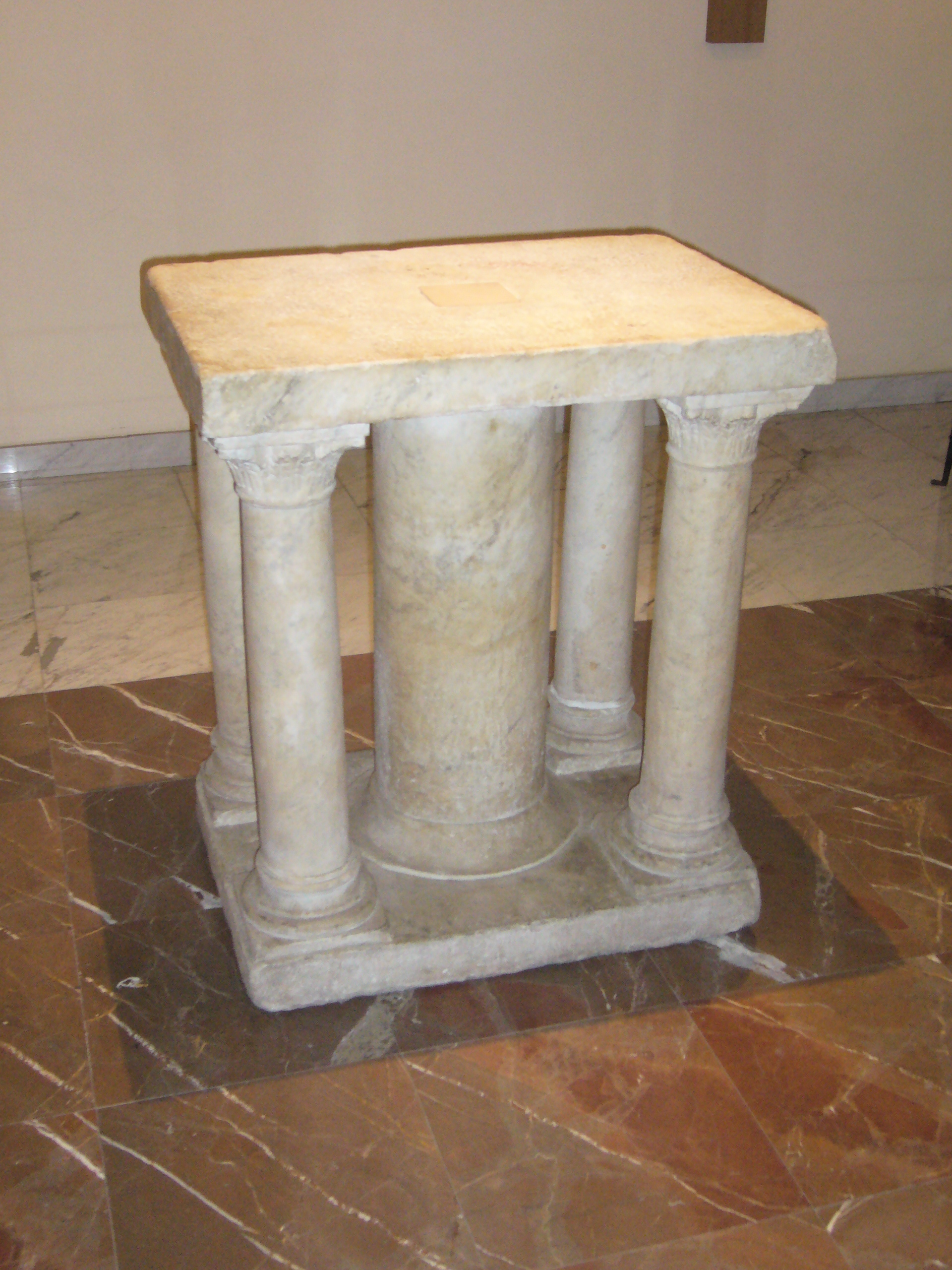
Autel de marbre provenant de l'ancienne église Saint-Yves-des-Bretons, XIIe siècle.

L'église possédait quatre autels : le maître-autel dédié à saint Yves et trois autres à la Vierge, sainte Anne et saint Joseph.
L'un de ces trois autels latéraux est aujourd'hui conservé à l'église Saint-Louis-des-Français. Jules de Laurière en fait une description :  « Mais de toutes ces épaves, il en est une qui domine les autres en intérêt. C'est un autel de marbre blanc, porté sur cinq colonnes, dont quatre aux angles et la cinquième au centre. Elles reposent sur un socle plat mais le tout, table, socle, colonnes et chapiteaux est monolithe. (...) Cet autel rappelle par l'ensemble de sa disposition celui qui se trouve en France, à Tarascon dans la crypte de Sainte-Marthe. (...) Mais l'autel de Tarascon se rapporte à une époque bien plus reculée que celui de Saint-Yves; car ce dernier, à en juger par son caractère, ne peut être attribué qu'au XIIe siècle ». Selon Laurière, ce type d'autel à 5 pieds est très rare. À l'époque où il rédige sa note, il mentionne la présence d'un autel semblable conservé au musée de Marseille, daté du Ve siècle et un autre conservé au musée de Vienne. Les autels de ce genre possédant 5 pieds sont « d'une excessive rareté. Indiquons cependant un autel de ce genre déposé au musée de Vienne (Isère). Il est monolithe : mais il n'a que trois colonnettes pour support et la forme de sa table est semi-circulaire. »

## Église actuelle

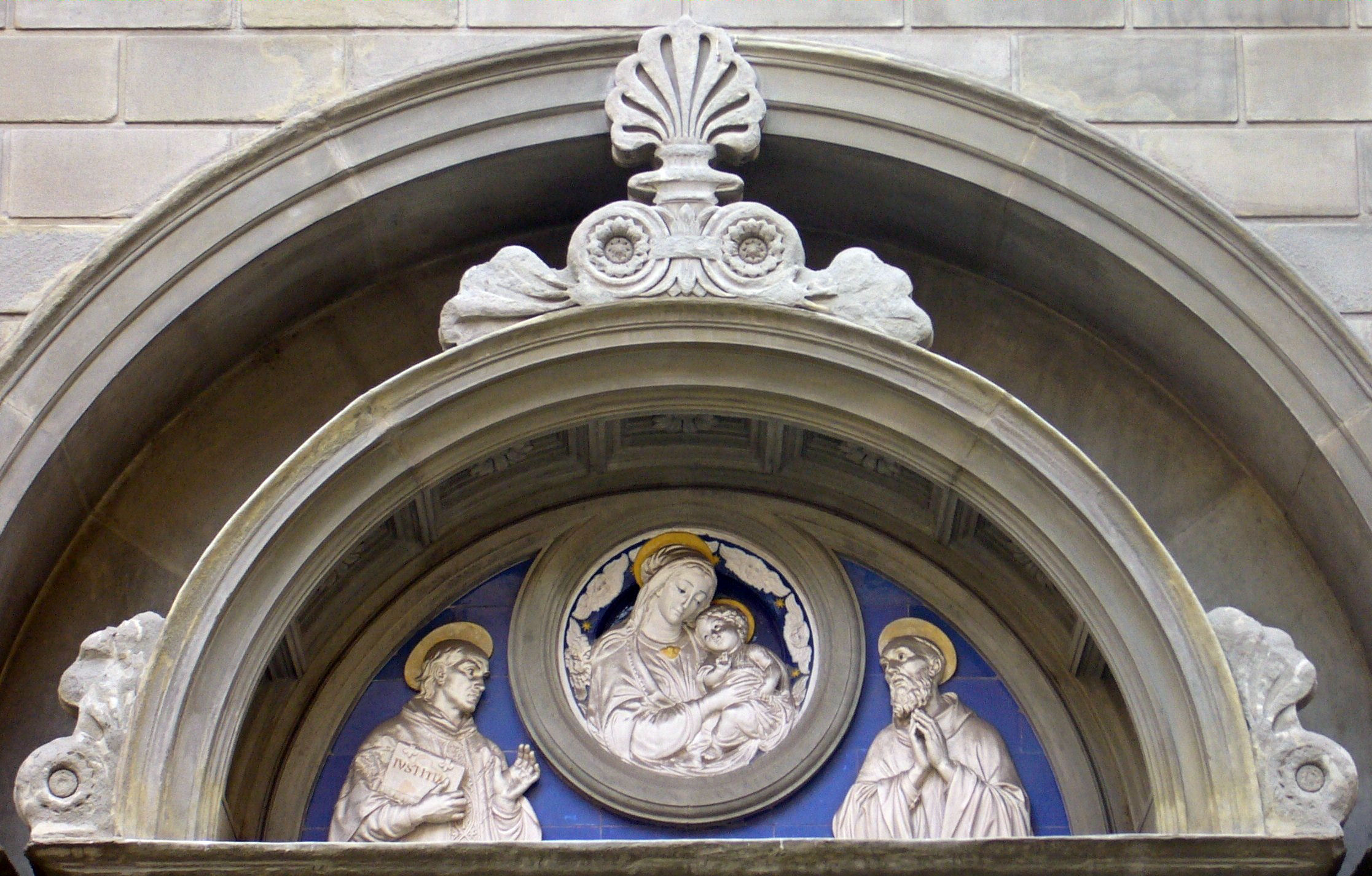
Tympan de l'église Saint-Yves avec le médaillon Della Robbia, XVe siècle.

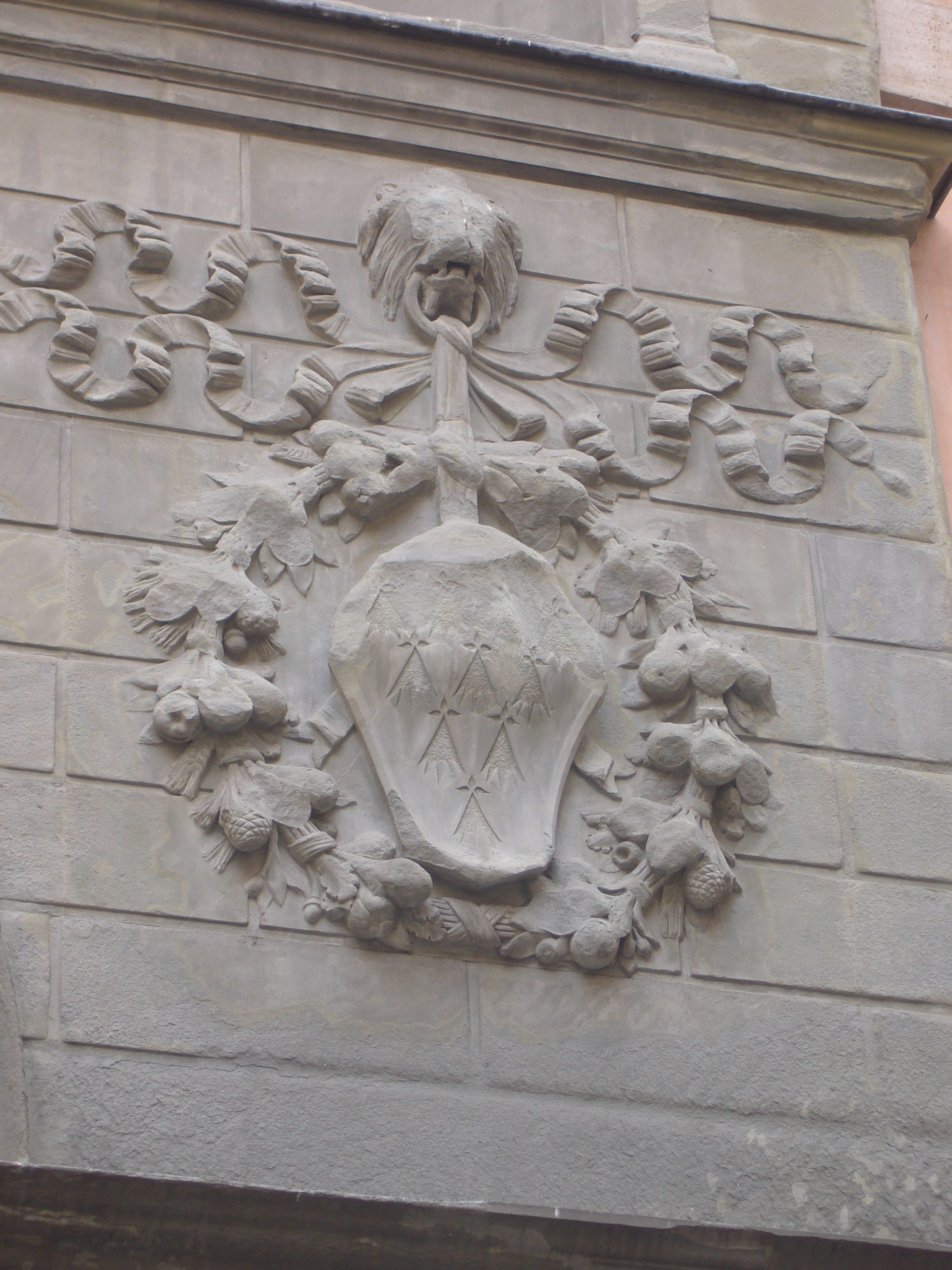
Détail de la façade : Les hermines bretonnes.

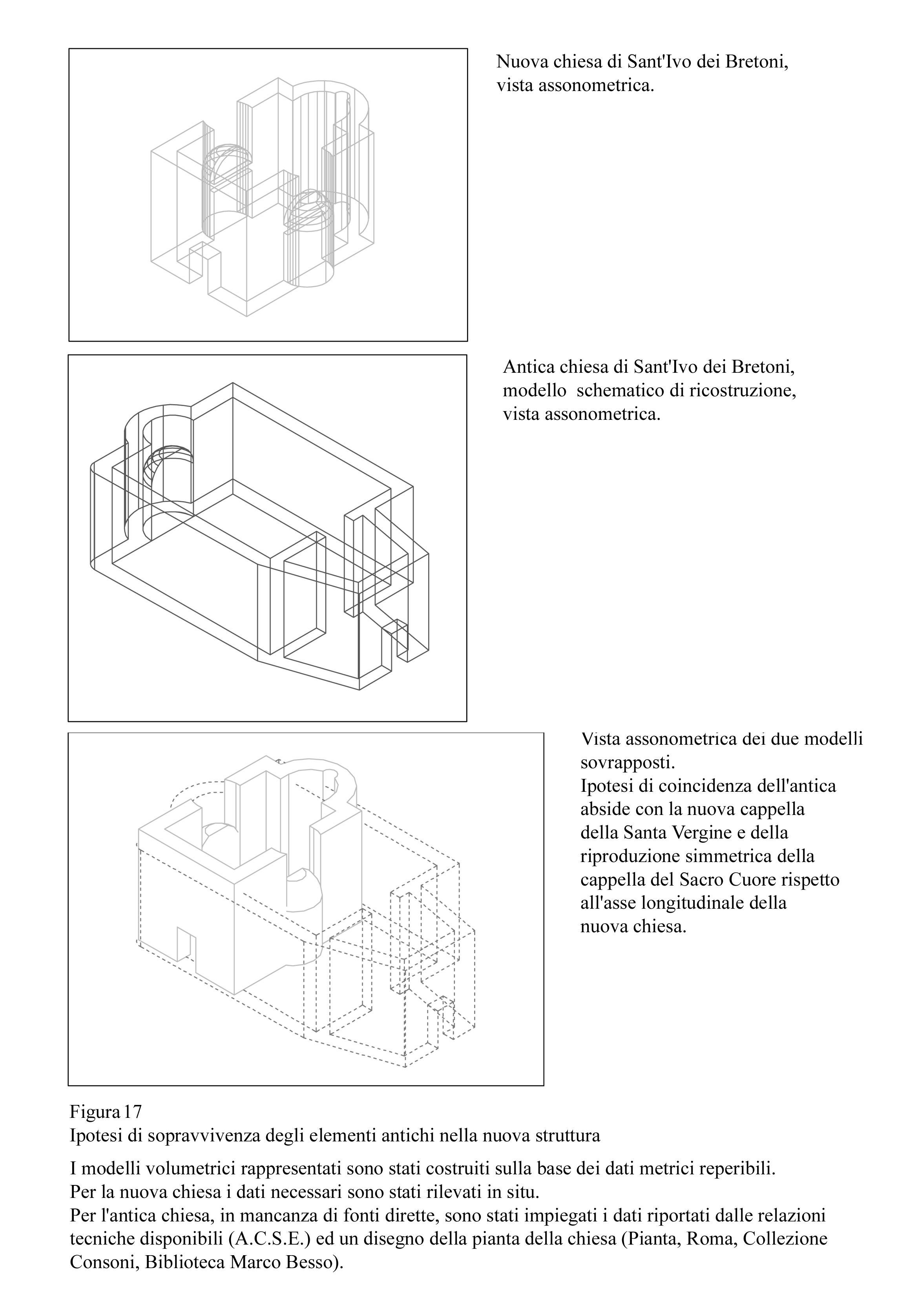
Hypothèse de survivance d'anciens éléments dans la nouvelle structure de Saint-Yves-des-Bretons

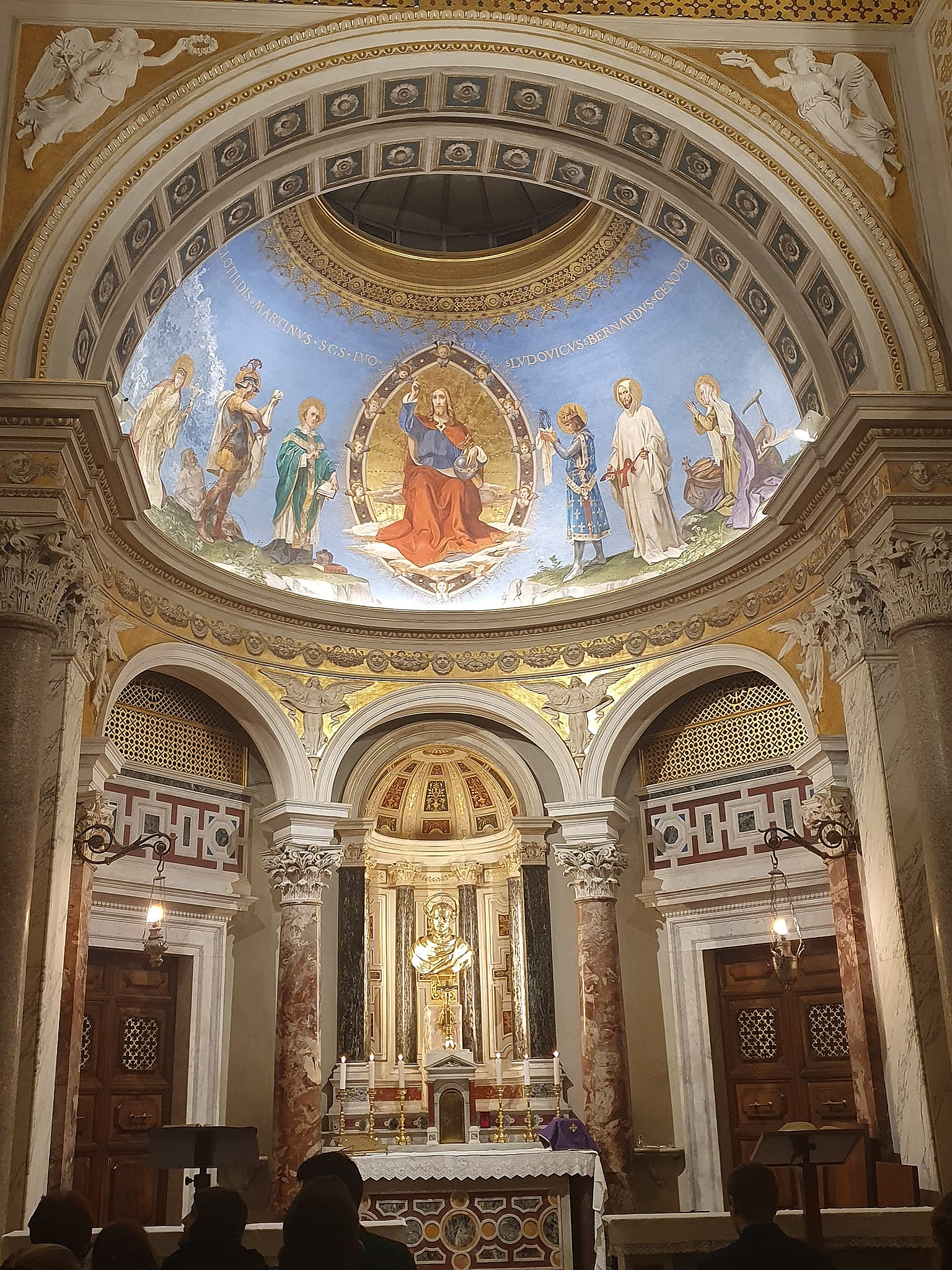
Intérieur de l'église Saint-Yves-des-Bretons.

L'ancienne église menaçant ruine, sa démolition est envisagée à la fin du XIXe siècle. François Macé de Lépinay précise le contexte : « La démolition de la très ancienne et vénérable église Saint-Yves-des-Bretons a été sévèrement jugée par la population romaine ou du moins par les archéologues et amateurs du temps. Dès que les projets de "rénovation" de l'îlot de la Scrofa furent connus, des mises en garde s'élevèrent contre toute atteinte à la "vieille basilique". (...) Les autorisations de démolir sont finalement données, à charge pour les Pieux établissements de faire exécuter des relevés précis de l'ancienne église et de verser au Ministère de l'instruction publique les "chapiteaux, colonnes ou autres objets non utilisés". Une polémique, dont la presse se fit l'écho, s'éleva ensuite pour déterminer si ces instructions furent ou non suivies. »

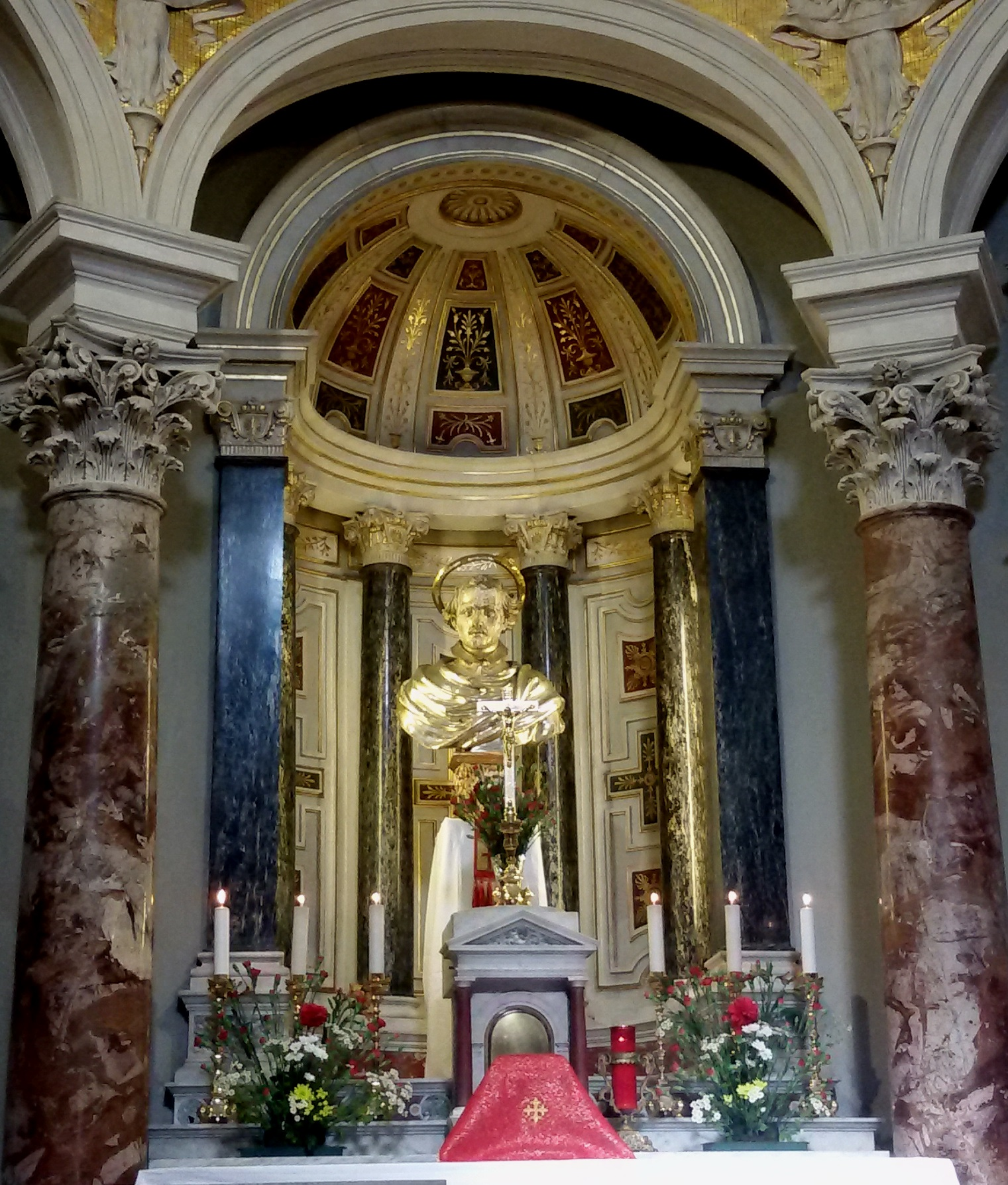
Chœur de l'église avec le Buste-reliquaire de saint Yves, bois doré, 1637.

L'actuelle église reconstruite entre 1875 et 1888 à l'emplacement de la précédente utilise une partie de la structure et des éléments de l'édifice antérieur.
La façade de cette église, comme l'ensemble des nouvelles parties de l'église, est l'œuvre de l'architecte Luca Carimini (it) (1830-1890).
Fils d'artisans romains, passionné de la Renaissance, Luca Carimini fut choisi comme architecte titulaire des Pieux Établissements de la France à Rome et Lorette. Il en fut d'ailleurs le dernier après Chiari dont les projets de reconstruction de Saint-Yves furent abandonnés à la suite d'irrégularités (problèmes de comptabilité, reprise de travaux sans l'accord des Pieux, ...). C'est donc à Carimini que fut confié le projet de reconstruction de Saint-Yves. Si ce projet ne fut pas sa première œuvre (Grand Séminaire Pontifical romain, chapelle du crucifix de l'église des Saints Apôtres, église et couvent Saint Antoine, projet pour le Palais de Justice), il en fut le dernier; Carimini mourant un mois après que fut achevée l'église en décembre 1890.
Venons en à la façade de Saint-Yves-des-Bretons ou plutôt laissons parler à nouveau François Macé de Lépinay : « L'église de Saint-Yves doit nous arrêter plus longuement. Prise en tenaille entre les deux ailes en retour de l'immeuble de rapport dont nous venons de parler, et écrasées par celles-ci, elle ne laisse voir que sa façade sur le modeste vicolo della Campana. Force est de constater que, bien qu'à deux pas d'une artère prestigieuse, elle est ici mise en pénitence. Pris en lui-même, le frontispice est charmant. Carimini a réparti avec équilibre, sur une façade rectangulaire simple, couronnée d'un grand fronton triangulaire à tympan, quelques-uns des motifs décoratifs caractéristiques des 'modèles obligés' de la Renaissance » ainsi le grand porche en plein-cintre, niches vides voûtées en coquilles et surmontées de frontons sur pilastres et consoles, bas reliefs aux armes de la Bretagne (cf photo ci-contre). « Tout évoque le Cinquecento », c'est-à-dire le XVIe siècle ou la Haute Renaissance italienne.
Sur cette façade à la couleur plutôt sombre, Carimini a conservé une note de couleur qui attire le regard. Contrairement à ce qu'indique l'ouvrage de Pierre Lacroix, prétendant que le médaillon de la Vierge est une copie fort réussie d'un Della Robbia, il semble bien que le médaillon soit un réemploi de l'ancienne église sorti tout droit des ateliers des frères Della Robbia ou tout au moins de leurs disciples». En 1878, Adriano Ferraresi (1851-1892) compléta ce médaillon de deux figures, l'une de saint Yves à gauche, l'autre de Saint Bernard. La Famille Della Robbia est une famille d'artistes italiens de Florence bien connus depuis le XIVe siècle. Parmi les membres les plus célèbres de cette famille, Luca Della Robbia (1400-1481) et Andrea Della Robbia (1435-1525) son neveu. Luca est celui qui fonda les ateliers d'où sortirent de nombreuses œuvres que l'on retrouve à Florence, à Rome et Naples.

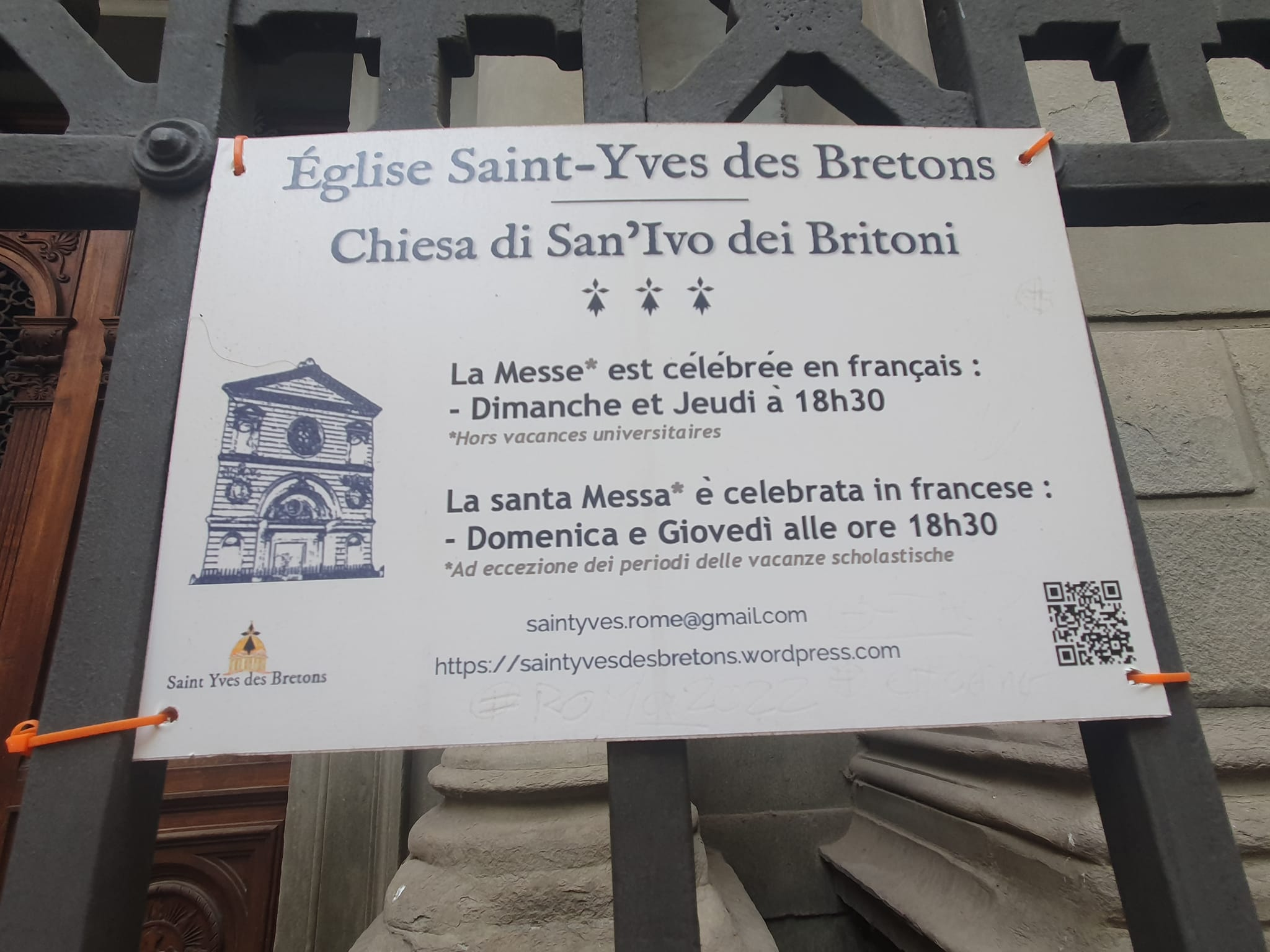
Horaires de l'église Saint-Yves-des-Bretons.

L'hypothèse que des éléments en maçonnerie de l'ancienne église ont été conservés dans le nouvel ensemble (les bâtiments plus la nouvelle église) est fondée. L'emplacement de l'ancienne abside coïnciderait avec l'actuelle chapelle de la Sainte Vierge. Des considérations à l'appui de cette hypothèse concernent la forme de la nouvelle église. La persistance de la structure maçonnée de l'abside, avec ses proportions, en aurait affecté le plan et le développement en élévation. La rotation de 90° de l'axe de l'église (nécessaire pour l'obtention d'un bâtiment plus petit dans le même lot), aurait exigé la construction d'une chapelle symétrique et grande d'autant.
La façade de l'actuelle église a été restaurée en 2003 avec le concours financier du conseil régional de Bretagne. L'intérieur a été rénové entre 2011 et 2013 avec la participation de mécènes privés regroupés par la Fondation du patrimoine, du Conseil régional de Bretagne et des Pieux établissements français de Rome. Un buste-reliquaire de saint Yves, en bois doré datant de 1637, surmonte le maître-autel.